# Dejan Vasiljevic
Dejan Vasiljevic (Calgary, 26 aprile 1997) è un cestista australiano con cittadinanza canadese.

## Statistiche

### College
| Anno      | Squadra          | PG  | PT | MP   | TC%  | 3P%  | TL%  | RP  | AP  | PRP | SP  | PP   |
| --------- | ---------------- | --- | -- | ---- | ---- | ---- | ---- | --- | --- | --- | --- | ---- |
| 2016-2017 | Miami Hurricanes | 33  | 0  | 17,4 | 35,7 | 34,9 | 80,0 | 1,3 | 0,5 | 0,3 | 0,0 | 6,0  |
| 2017-2018 | Miami Hurricanes | 32  | 20 | 22,8 | 45,0 | 41,1 | 87,5 | 2,5 | 0,4 | 0,4 | 0,1 | 9,0  |
| 2018-2019 | Miami Hurricanes | 32  | 25 | 32,0 | 40,1 | 36,7 | 91,8 | 4,5 | 1,2 | 0,7 | 0,0 | 11,8 |
| 2019-2020 | Miami Hurricanes | 31  | 31 | 33,8 | 40,8 | 34,4 | 88,2 | 4,2 | 1,0 | 0,6 | 0,1 | 13,2 |
| Carriera  | Carriera         | 128 | 76 | 26,4 | 40,6 | 36,7 | 88,2 | 3,1 | 0,8 | 0,5 | 0,0 | 9,9  |

## Palmarès
- Campionato australiano: 2

Sydney Kings: 2021-2022, 2022-2023